# Elassoneuria grandis
Elassoneuria grandis is een haft uit de familie Oligoneuriidae. De wetenschappelijke naam van de soort is voor het eerst geldig gepubliceerd in 1974 door Gillies.
De soort komt voor in het Afrotropisch gebied.